# Svend Ringsted
Svend Ringsted (født 30. august 1893 i Julianehåb i Grønland, død 16. marts 1975 i Hillerød) var en dansk fodboldspiller.
I sin klubkarriere spillede Ringsted i Akademisk Boldklub i perioden 1911-1923. Han vandt det danske mesterskab med klubben i 1919 og 1921.
Ringsted deltog ved OL 1920 i Antwerpen og nåede i alt fem landskampe. 
Svend Ringsted var søn af kolonibestyrer i Grønland Carl Ringsted, som omkom, da han var på vej hjem til Danmark på et års permission i 1896. Han var om bord på barkskibet Castor, der forsvandt sporløst ved Kap Farvel med hele besætningen på 21 mand og fem passager. Efter dette flyttede familien til Danmark.